# School of Seven Bells
School of Seven Bells (ou apenas SVIIB) foi uma banda de indie rock de Nova Iorque, formada por Benjamin Curtis (1978 - 2013), do Secret Machines, com as irmãs gêmeas Alejandra Deheza e Claudia Deheza, do extinto grupo On!Air!Library!.

## História
Curtis e as irmãs Deheza se conheceram enquanto abriam shows da turnê do Interpol. Os três decidiram encerrar seus compromissos com as bandas anteriores e mudar para um espaço próprio e compartilhado, onde juntos criariam um estúdio de gravação.
Seu som já foi descrito como onírico e etéreo, e as letras abstratas. No entanto, em entrevista no Day to Day, a vocalista Alejandra Deheza nega que as letras sejam abstratas ou obscuras. "Não acho que seja abstrato de forma alguma, o que é muito engraçado", ela diz. "Eu entendo por que as pessoas pensam que é abstrato, mas estou basicamente passando as ideias exatamente da forma como elas surgem na minha mente." Além disso, o fato dela ter sonhos lúcidos condiz com a grandiosidade do som que eles criam. "Posso estar em um sonho e saber que estou sonhando." A banda tem um processo de composição musical inusitado que se inicia com as letras, que são apenas completadas pela melodia. Curtis já disse que esta é a parte mais importante da banda, sendo todo o resto acompanhamento.
Nas apresentações, Curtis, que quase sempre toca a guitarra principal, pode ser visto frequentemente manipulando vários instrumentos eletrônicos nos intervalos das linhas de guitarra.
O single "My Cabal" foi lançado em maio de 2007 pelo selo fonográfico britânico Sonic Cathedral.
Um EP de 12"/digital, Face to Face on High Places foi lançado em setembro de 2007 pela Table of the Elements, além do single "Class of 73 Bells", do Prefuse 73, que continha performance da banda. Esta então fez turnê com o Blonde Redhead e o Prefuse 73.
Seu álbum de estreia, Alpinisms, foi lançado um ano mais tarde, em 2008. A banda saiu então em turnê com o Bat for Lashes durante a turnê do Two Suns.
A faixa "Chain", do álbum Alpinisms, está em uma coletânea do canal Adult Swim com a gravadora Ghostly International, "Ghostly Swim", disponível para download gratuitamente.
Seu segundo álbum, Disconnect from Desire, foi lançado em julho de 2010 e foi aclamado pelo Pitchfork. Durante sua turnê, eles fizeram um cover da canção "Kiss Them For Me", do Siouxsie and the Banshees.
A banda recebeu o prêmio "Aposta Internacional do Ano" no Video Music Brasil 2010.
Em 12 de outubro de 2010, foi anunciado na página do Facebook que Claudia Deheza havia deixado o grupo por motivos pessoais.

## Discografia

### Álbuns
- Alpinisms (2008)
- Disconnect from Desire[6][7] (2010)[8] U.S. #200
- Ghostory (2012)
- SVIIB (2016)